# Can Solà (la Pobla de Claramunt)
Can Solà és una obra de la Pobla de Claramunt (Anoia) inclosa a l'Inventari del Patrimoni Arquitectònic de Catalunya.

## Descripció
Es tracta d'una construcció de planta rectangular dividida actualment en dues cases encara que, originàriament devia ser la mateixa. El sostre és cobert a una vessant i cal distingir una porta on hi ha escrit "Antón Solà 1768". Aquesta porta és dintellada. La construcció més important, però, és la que tenim al costat, en un portal d'arc rebaixat, dovellat on hi ha a la dovella central una creu damunt tres graons. Aquesta construcció, que actualment es distingeix de l'altre com si fos una de diferent es coneix per "La Casa Gran de Solà". Segons un veí, només entrar hi ha un gran arc, tant llarg com la façana.

## Història
Podria ser anterior al segle xviii.